# 91035 Hezehui
91035 Hezehui è un asteroide della fascia principale. Scoperto nel 1998, presenta un'orbita caratterizzata da un semiasse maggiore pari a 2,670070 UA e da un'eccentricità di 0,091633, inclinata di 12,710116ª rispetto all'eclittica.
Fa parte della famiglia di asteroidi Eunomia.
Il nome ricorda la fisica cinese He Zehui, per il suo contributo eccezionale al progresso della fisica dei raggi cosmici ad alta energia e dell'astrofisica delle alte energie in Cina.